# I Am... Yours

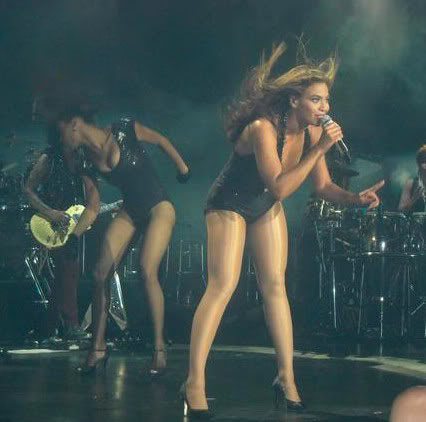
Beyoncé interprétant"single ladies"durant son spectacle I Am...Yours à Las Vegas le 1er aout 2009

Pour les articles homonymes, voir I Am.
I Am... Yours est un spectacle en résidence de Beyoncé Knowles datant de 2009 et ayant eu lieu  à Las Vegas. Faisant partie de sa tournée I Am... Tour, il est principalement basé sur son album I Am... Sasha Fierce.

## Historique
Les concerts ont eu lieu au théâtre Encore Las Vegas, dans le cadre de sa tournée mondiale I Am… Tour  qui s'est déroulée de mars 2009 à février 2010. Plus de trente chansons ont été interprétés dans une salle comble de 1 500 personnes. Le spectacle a été jugé comme une « rencontre intime », plus décomplexée que ses concerts précédents.
Le spectacle a reçu des critiques positives de la part de la presse musicale, vantant les performances et la voix de Beyoncé. Le succès du I Am… Tour a conduit l'entreprise Wynn Resorts, propriétaire du complexe casino-hôtel où Beyoncé Knowles s'est produit,  à lui demander de revenir pour une série de nouveaux concerts.
Un CD et DVD  I Am... Yours: An Intimate Performance at Wynn Las Vegas (en) est paru en novembre 2009. Il contenait le concert complet, avec un bonus des coulisses et un CD audio du concert. I Am... Yours a été diffusé sur plusieurs chaînes télévisées.

## Liste des chansons interprétées
CD1
1. Hello
2. Halo
3. Irreplaceable
4. Medley:
  1. Sweet Dreams (Acoustique)
  2. Dangerously In Love 2
  3. Sweet Love
5. If I Were a Boy (contient des éléments de California Love et aussi You Oughta Know)
6. Scared of Lonely
7. That's Why You're Beautiful (contient des éléments de The Beautiful Ones)
8. Satellites
9. Resentment
10. Jazz Medley (contient des éléments de It Don't Mean a Thing (If You Ain't Got That Swing) et Bootylicious)
11. Déjà Vu

CD2
1. I Wanna Be Where You Are (contient des éléments de Welcome to Hollywood)
2. Destiny's Child Medley:
  1. No, No, No, Part 1
  2. No, No, No, Part 2
  3. Bug a Boo
  4. Bills, Bills, Bills
  5. Say My Name
  6. Jumpin', Jumpin'
  7. Independent Women, Part 1
  8. Bootylicious
  9. Survivor
3. Work It Out
4. 03' Bonnie & Clyde
5. Crazy in Love
6. Naughty Girl
7. Get Me Bodied
8. Single Ladies (Put a Ring on It) (contient des éléments de Electric Feel)
9. Final (contient des éléments de It Don't Mean a Thing (If It Ain't Got That Swing) et Ornithology